# 太空人 (山姆·萊德歌曲)
太空人是英國男歌手山姆·萊德的歌曲，於2022年2月22日推出，由山姆·萊德、艾美·魏吉和馬克斯·沃爾夫岡（Max Wolfgang）創作，Koz製作。歌曲代表英國參與2022年在意大利都灵舉辦的2022年欧洲歌唱大赛，最終太空人以466分排名第二，這是英國自1998年來取得的最好成績。歌曲獲得樂評好評，太空人在比賽期間獲頒馬塞爾·貝桑松獎「新聞獎」，是英國首次獲獎。

## 製作與發行
太空人是首以B大調創作的流行歌曲，時長3分37秒，每分鐘80拍，旋律主要由鋼琴、吉他構成，山姆·萊德演唱時的音域在F#4到D#6之間。太空人僅耗費萊德15分鐘完成，團隊還找來馬克斯·沃爾夫岡（Max Wolfgang）和格莱美奖年度歌曲得獎者艾美·魏吉共同創作。歌曲以「太空人」為主題，開頭的歌詞「If I was an astronaut, I‘d be floating in mid-air/And a broken heart would just belong, to someone else down there.（如果我是太空人，我就能飄浮在空中。而破碎的心只會屬於地上某個人）」展現萊德樂觀積極的一面，即便「重力」、「黑洞」阻撓他，他也會一遍又一遍地唱著「我在太空中」突破各種阻礙。
太空人於2022年2月22日通過數位發行，實體版於5月13日限量發布。為宣傳作品，萊德開始歐洲巡迴表演，他接受《第一秀》採訪同時首度現場演出，並在保加利亞錄製比賽演出備份錄音期間，登上《尼古拉·齐蒂里迪斯秀》再度演唱了太空人。

## 歐洲歌唱大賽

### 內部決定
2021年10月21日，英国广播公司（BBC）發表明年參賽計畫，表示將和合作選擇英國代表。隔年3月，BBC廣播一台主持人史考特·米爾斯獨家揭露山姆·萊德將以太空人一曲英國參加2022年欧洲歌唱大赛，此前歌曲曾在米爾斯另一個節目作為出現。不久後，宣布將把他們的顧問費捐給海外移民援助站，以支持受2022年俄羅斯入侵烏克蘭影響的人。
大眾對太空人參賽一事感到驚奇，並認為英國終於派出像樣的選手，而不是繼續用脫歐當作派送爛歌藉口。英國帕洛风唱片聯合主席尼克·伯吉斯（Nick Burgess）表示「我們對萊德的潛力充滿信心，他的聲音、個性和歌曲能贏得觀眾的心並在比賽中取得非常好的成績。如果沒有與觀眾建立聯繫的能力，他是不可能擁有1200萬TikTok粉絲。」。

### 比賽表現
決賽於2022年5月14日舉行，萊德被安排在第22位演出，由於英國為「五大國」，不須參與半決賽直接晉級。舞台上，萊德身穿由《GQ》的特約編輯盧克·戴伊（Luke Day）設計的黑色連身衣和運動鞋站在尖銳、浮誇的金屬結構舞台中央表演，在尾聲，舞台燈光開始閃爍，萊德拿出背帶已久的吉他開始獨奏直到演奏完畢。
評論普遍給予演出好評。認為萊德深受布赖恩·梅影響的吉他獨奏讓他加分不少，popbitch評論歌曲聽來就像英國渴望多年的勝利機會，但舞台設計彷彿被困在《迷宮傳奇》的拉布拉多。《新音乐快递》稱讚萊德的舞台魅力，他的歌聲金光耀眼，散發著驚人的能量。欧洲新闻台給予正面評價，覺得英國能扭轉頹勢奪得勝利，全国公共广播电台的格倫·威爾登表示舞台演出仍須努力，但他的歌聲令人讚嘆。萊德的黑色連身衣評亦被評為賽場最佳造型之一。
萊德在決賽以評審得分283分、觀眾得分183分，合計466分獲得2022年歐洲歌唱大賽亞軍。這是英國自1998年（Imaani）來取得的最好成績，時隔多年的好成績讓習慣多年低分的英國人一時無法接受，主題標籤「What is happening」一度登上熱搜。萊德賽後歸國受到熱烈歡迎，白金汉宫還邀請萊德參與今年6月舉辦的白金禧派對。

## 專業評價
歌曲獲得樂評廣泛好評，它獲得2022年馬塞爾·貝桑松獎「新聞獎」，是英國首次獲獎。形容太空人是首有趣有深度的歌，《新闻报》稱其朗朗上口，英國不會再像去年得到零分，Wiwibloggs根據內部評審團評價給予歌曲7.25/10，評審團認為萊德的歌聲加上經典的英倫音樂使其成為本屆賽事中最吸引人的歌曲。歌曲被形容為對英國流行音樂鼎盛時期的致敬，多家媒體表示太空人展現出如般的風格。

## 商業成績
太空人首度登場於英國單曲排行榜第78名，隔週來到第2名，同時拿下英國單曲下載榜冠軍。這是自1996年Gina GOoh Aah... Just a Little Bit（冠軍）在榜單名次最高的歐洲歌唱大賽英國參賽作品，官方榜單公司表示「鑒於山姆·萊德這次的表現，可以預期歌曲奪得冠軍」。
歌曲還登上冰島、立陶宛、荷蘭和瑞典音樂排行榜，太空人在愛爾蘭排名第22，是2014年以來在榜上排名最高的歐洲歌唱大賽英國參賽作品。

## 排行和銷量認證
| 排行榜（2022年）                         | 排名 |
| ---------------------------------------- | ---- |
| 比利时佛兰德（Ultratop五十強單曲榜）     | 22   |
| 德國（德國官方下載榜）                   | 12   |
| 全球（Billboard Global 200）             | 93   |
| 希臘（國際唱片業協會希臘分會國際單曲榜） | 51   |
| 冰島（RÚV）                              | 21   |
| 冰島（Plötutíðindi）                     | 5    |
| 愛爾蘭（愛爾蘭唱片協會榜）               | 22   |
| 立陶宛（AGATA）                          | 13   |
| 荷蘭（荷蘭四十強單曲榜）                 | 27   |
| 荷蘭（荷蘭百大單曲榜）                   | 71   |
| 斯洛伐克（電台百大單曲榜）               | 46   |
| 瑞典（瑞典最熱榜）                       | 15   |
| 瑞士（瑞士熱門音樂榜）                   | 45   |
| 英國（官方榜單公司單曲榜）               | 2    |

| 排行榜（2022年）               | 排名 |
| ------------------------------ | ---- |
| 比利时佛兰德（Ultratop單曲榜） | 72   |
| 英國（官方榜單公司單曲榜）     | 66   |

| 國家或地區                   | 認證 | 認證單位/銷量 |
| ---------------------------- | ---- | ------------- |
| 英國（英国唱片业协会）       | 金   | 479,758‡      |
| ‡僅含認證的串流媒體+實際銷量 |      |               |